# Fully Alive
«Fully Alive» es el segundo sencillo de Flyleaf de su álbum  Flyleaf. También es su tercer video musical . Versiones posteriores del álbum contiene la versión radial de "Fully Alive", en sustitución de la versión del álbum. La radio edit contiene una variación del solo de guitarra de oído en la versión del álbum, junto con letras de canciones extra. 

## Información de la canción
Trata sobre la esposa (Layla) del Cantante de Trust Company , Kevin (Palmer). Ella es una persona Inspiradora, y si la conocieras nunca creerias ni en un millón de años la lucha que tiene. Cambio un Poco mi perspectiva acerca de como me quejo de las cosas, de como me despierto triste sin razón alguna, y después ella solo se despierta contenta de despertarse" - Lacey Mosley

## Curiosidades
Generalmente Cuando es tocada en vivo, Lacey dice:
"Esta Canción es Acerca de una chica quien paso por mucho Dolor y se volvió más hermosa por eso"

## Lista de canciones

### CD
| CD  |                            |          |  |
| N.º | Título                     | Duración |  |
| 1.  | «Fully Alive (Radio Edit)» | 2:34     |  |
| 2.  | «Call Out Hook»            | 0:10     |  |

## Posicionamiento
| Listas (2005)          | Posición |
| ---------------------- | -------- |
| Mainstream Rock        | 13       |
| Listas (2006)          | Posición |
| Hot Modern Rock Tracks | 31       |
| Modern Rock Tracks     | 31       |